# Sèrie Cronològica dels Reis d'Espanya
La Sèrie Cronològica dels Reis d'Espanya (en castellà, Serie Cronológica de los Reyes de España) és un conjunt de pintures a l'oli, format per un total de 87 retrats de monarques dels diferents regnes de la península ibèrica des de l'època visigoda fins a Isabel II. Els retrats eren una serie iconogràfica sobre la monarquia, una idea promoguda per José de Madrazo, director del Museu del Prado, i aprovada amb un Reial Ordre el 1847. En origen van ser un total de 92 retrats confeccionats, aproximadament, entre 1848 i 1856 —per bé que n'hi ha algun de posterior— per diferents artistes espanyols del moment i que havien de ser exposats a una de les sales del museu juntament amb 45 pintures de les dinasties austríaca i borbònica que existien en les col·leccions reials. A causa de la revolució de 1868, la sèrie no es va completar mai i va ser desmantellada i dispersada per diferents punts de l'estat a partir de 1884. Amb el pas dels anys, algunes també van ser destruïdes.
Actualment les pintures són propietat del Museu del Prado, tot i que la majoria d'elles estan en dipòsit a diferents institucions. Dels 87 que indiquen els diferents autors, al catàleg del Museu del Prado hi consten 73.

## Temàtica
Es tracta d'una sèrie iconogràfica on es representa els monarques espanyols, on s'inclou també els reis visigots i els reis dels diferents regnes peninsulars fins a arribar a Isabel II. Ha estat qualificada per José Luis Díez com un dels conjunts de més llarg abast iconogràfic de la política museística isabelina, basada en corrents europees de recuperació iconogràfica dels protagonistes destacats de la història, a semblança de la National Portrait Gallery de Londres. La sèrie és contemporània a altres obres aparegudes en aquest moment, on es representen episodis històrics i s'està conformant precisament la pintura d'història, consagrada com a gènere pictòric sobretot a partir del 1856 a l'Exposició Nacional de Belles Arts. Per tant, les idees presents són la d'un cert rigor purista, hereu del neoclassicisme tardà unit a una sensibilitat romàntica que evoca el passat. Tanmateix, les intencions secretes es fer al·lusions al present, en aquest cas en particular la idea de crear una sala al Museu Reial amb els retrats dels antecessors de la reina Isabel II significava un intent de legitimar la seva figura i convertir-ho en un vehicle de propaganda per refermar la seva figura a causa de l'inestable panorama polític que va suposar el seu regnat.
L'element central eren els Reis Catòlics, de fet Isabel II va intentar subratllar el paral·lelisme de la seva biografia amb el d'Isabel la Catòlica, però a més aquests monarques servien de nexe d'unió dels antics regnes amb les noves dinasties dels Àustries i dels Borbons. En certa manera, era l'equivalent pictòric del conjunt escultòric anomenat Sistema de Adornos del Palacio Real que havia idea al segle xviii fra Martín Sarmiento. En tot cas, l'objectiu és la legitimació dinàstica a través de la tradició històrica, i en el cas de la sèrie pictòria un doble procediment de punt de trobada o separació en els Reis Catòlics.

## Descripció
La sèrie és anomenada ja «Serie Cronológica de Reyes de España del Real Museo» a l'obra de Manuel Ossorio y Bernard (1890). La sèrie estava prevista per acollir dos tipus d'obra, per una banda hi havia els «retrats històrics» dels reis dels antics regnes peninsulars, inclosos els monarques visigots, els quals van ser concebuts com una galeria icònica i seguint tot una plantilla fixa. De l'altra, després havia d'estar formada per conjunt de quadres existents a les col·leccions reials de les cases d'Àustria i de Borbó, que van ser seleccionats especialment per Madrazo i reunits al Museu Reial. En total van arribar a incloure's 45 obres antigues; la mesura suposava una ruptura en la unitat formal de la sèrie, però va aportar avantatges econòmics, temporals i artístics. Les obres estan inspirades en les estàtues existents de l'Alcàsser de Segòvia, diferents mausoleus reials i en el llibre de retrats dels reis d'Hernando de Ávila.
Segons descriu Alfonso Emilio Pérez, el fet de retratar tots els monarques passats feia que els artistes no poguessin prendre partit, ans al contrari, van haver d'adequar-se a aquesta plantilla fixa, atorgant un to de solemne grandiloqüència als monarques, que provoca una monotonia que intenten salvar alguns dels artistes amb recursos d'expressivitat teatral, algun matís psicològic o amb qualitat pictòrica, tot i que aquesta no és gaire freqüent.

## Història
L'artífex de la proposta i veritable promotor d'aquesta sèrie va ser José de Madrazo (1781-1859), llavors director del Reial Museu de Pintures (actual Museu del Prado). La seva idea era crear una galeria de retrats històrics en ordre cronològic dels monarques hispans fins a arribar a Isabel II. Aquest projecte es volia fer a semblança de la National Portrait Gallery britànica, a una de les sales del Prado. Per una banda, s'havia de fer a partir dels retrats existents a les col·leccions reials a diferents llocs de propietat règia, que haurien de ser completats amb noves pintures dels monarques anteriors dels diferents regnes peninsulars.
Des de 1840 la cort i el govern havien afavorit aquesta mena d'art oficial i ja s'hi devia estar treballant, perquè el 1845 Madrazo al·ludeix a la sèrie cronològica de reis que s'està formant a les sales del museu. El mateix any, Madrazo sol·licita permís per traslladar les obres existents des dels Reials Llocs a la sala del museu. En qualsevol cas, la proposta no és aprovada oficialment fins a la publicació de la Reial Ordre l'1 de desembre de 1847 per part d'Isabel II. Poc després, Madrazo va redactar el projecte definiu, que va finalitzar el 9 de març de 1848. El procés de trasllat i col·locació va començar els mesos següents de la Reial Ordre. De fet, hi ha constància que alguns ocupaven la seva ubicació el juny de 1848, quan la reina va visitar el museu i es va aturar a la galeria històrica. Val a dir, que la sèrie no va arribar a estar mai formada del tot, és a dir, no va estar exposada en la seva totalitat com s'havia previst per motius polítics. De fet, tot i que el museu va inventariar les obres en un quadern, encara que sense data i amb una numeració correlativa a l'inventari de 1849, no va arribar a incloure-les mai a cap dels catàlegs impresos. La darrera obra en realitzar-se de la que es té constància data de 1856, durant el Bienni Progressista.
Amb la revolució de 1868 es descarta la proposta de galeria històrica dels monarques espanyols i el 1872 es va desmantellar la sala al Museu del Prado. Amb tot, durant la Restauració, encara es faria algun retrat com el pòstum d'Alfons XII (1886), que probablement anava destinat també a la sèrie cronològica.

### Dipòsits
Amb el pas dels anys, els quadres van ser dispersats i mantinguts en dipòsits en llocs molt diversos, com el santuari de Covadonga, la Biblioteca Nacional, la Societat Econòmica d'Amics del País de Santiago de Compostel·la i, segons l'opinió de l'historiador de l'art Alfonso Emilio Pérez, en llocs poc explicables com la diputació provincial de Lugo, els ajuntaments d'Úbeda i Pontevedra, el Ministeri de Justícia, la Universitat de Saragossa, entre d'altres. Posteriorment, la col·lecció també va intentar reunir-se a l'Alcàsser de Segòvia, on es encara es conserven algunes obres.
Actualment la institució que més retrats té en dipòsit és el Congrés dels Diputats, amb un total de 20 dels reis visigots, lleonesos i castellans. El 2005 el museu i el congrés arriben a un acord i el 19 de gener de 2006 s'acorda amb ordre ministerial la transferència de les pintures. La mesa de la cambra va acceptar-lo el 22 de febrer i, a més, va acordar fer-se càrrec de la restauració de les obres que ho necessitessin. Les tasques de restauració es van fer entre 2006 i 2007 i van resultar ser laborioses i en alguns casos complicades per l'estat de les obres. Actualment es troben exposades a les dependències de la cambra. La segona institució amb major nombre de retrats és el Museu de Covadonga, que en conserva 17 que representen els reis d'Astúries. Aquests retrats estaven en dipòsit al santuari de Covadonga des de 1884, i recentment van ser-ne restaurats 12 i tots ells exposats al museu.

### Destruccions
A causa de la seva dispersió i el poc control, algunes obres es van perdre. De les 92 que hi havia originalment avui en queden 87. D'acord amb el que descriu Alfonso Emilio Pérez, es van perdre les que s'havien dipositat al Tribunal Suprem, situat al convent de las Salesas Reales, a causa de l'incendi que va patir el 1915. Així mateix, les obres dipositades a Santiago de Compostel·la, que el 1940 havien estat traslladades a uns magatzems de la catedral de Santiago, el 1966 les van trobar utilitzades per tapar els forats de les torres, totalment destruïdes a causa de l'acció de la pluja i dels ocells.

## Autors
A causa de la unió d'obres d'èpoques diferents, per una banda es trobaven artistes com Mengs, Ranc, Van Loo, Goya o López. Per exemple, entre les obres de reis i prínceps borbònics hi havia La família de Felip V (1743). De les noves obres creades des de 1849 se n'han arribat a comptar fins a 44 pintors diferents. Les obres van ser encarregades als artistes joves propers al cercle de Madrazo i del seu fill Federico, l'encàrrec es convertia en una forma de promoció de les seves carreres i els garantia el fet de vincular el seu nom a un encàrrec reial i l'ingrés de la seva obra al Museu Reial. Els artistes es poden classificar segons la seva generació: en primer lloc es troben els d'edat més avançada que havien viscut plenament l'època romàntica, com Manuel Rodríguez de Guzmán (1818-1867), els quals no estaven tant avesats a la pintura heroica sinó que havien destacat sobretot en el costumisme; en segon lloc hi ha els de la generació de 1820 a 1830, que són els artistes que inicien conscientment el gènere de la pintura d'història, en són exemples l'aragonès Bernardino Montañés (1825-1893) o el català Francesc Sans (1828-1881); i en tercer lloc els de la generació de 1830 a 1840, encara molt joves, però que alguns tindran el seu primer encàrrec oficial en aquesta obra, tals com Dióscoro de la Puebla (1832-1901) o Antonio Gisbert (1835-1906). És d'esment que també dos dels fills de Madrazo, Luis i Raimundo, van pintar alguns obres d'aquesta sèrie, el segon molt jove amb només 16 anys va pintar el retrat d'Ataülf. Pel que fa a l'element central que representaven els retrats dels Reis Catòlics, Madrazo els va reservar a persones properes. Ferran d'Aragó va ser pintat per Bernardino Montañés, un dels seus deixebles predilectes, mentre que Isabel de Castella va ser pintada pel seu fill Luis.

## Obres

### Reis visigots
| Retrat | Monarca     | Autor                         | Data          | Ubicació                               | Ref.   |
| ------ | ----------- | ----------------------------- | ------------- | -------------------------------------- | ------ |
|        | Ataülf      | Raimundo de Madrazo y Garreta | 1858          | Congrés dels Diputats (Madrid)         | [ 10 ] |
|        | Sigeric     | Eduardo García Guerra         | 1855          | Diputació Provincial de Lugo           | [ 11 ] |
|        | Vàlia       | Alejo Vera y Estaca           | ca. 1856      | Diputació Provincial de Càceres        | [ 12 ] |
|        | Euric       | Manuel Rodríguez de Guzmán    | ca. 1855      | Diputació Provincial de Lugo           | [ 13 ] |
|        | Alaric II   | Carlos María Esquivel y Rivas | 1856          | Congrés dels Diputats (Madrid)         | [ 14 ] |
|        | Gesaleic    | Patricio Patiño y Álvarez     | 1856          | Diputació Provincial de Lugo           | [ 15 ] |
|        | Amalaric    | Leopoldo Sánchez Díaz         | ca. 1855      | Ajuntament d'Úbeda                     | [ 16 ] |
|        | Àkhila I    | Dióscoro Puebla y Tolín       | 1856          | Congrés dels Diputats (Madrid)         | [ 17 ] |
|        | Liuva I     | Antonio Gisbert Pérez         | 1855          | Congrés dels Diputats (Madrid)         | [ 18 ] |
|        | Leovigild   | Juan de Barroeta y Anguisolea | ca. 1854-1855 | Museu del Prado (no exposat)           | [ 19 ] |
|        | Recared I   | Dióscoro Puebla y Tolín       | 1857          | Ministeri de Cultura i Esport (Madrid) | [ 20 ] |
|        | Liuva II    | Pedro Sánchez Blanco          | 1855          | Ministeri de Cultura i Esport (Madrid) | [ 21 ] |
|        | Viteric     | Benet Soriano i Murillo       | ca. 1859      | Congrés dels Diputats (Madrid)         |        |
|        | Gundemar    | Bernardino Montañés y Pérez   | 1858          | Palau de Capitania General (Barcelona) | [ 22 ] |
|        | Sisebut     | Mariano de la Roca y Delgado  | 1854          | Congrés dels Diputats (Madrid)         | [ 23 ] |
|        | Recared II  | Francisco Aznar y García      | ca. 1858      | Ministeri de Cultura i Esport (Madrid) | [ 24 ] |
|        | Sisenand    | Bernardino Montañés y Pérez   | 1856          | Universitat de Saragossa               | [ 25 ] |
|        | Khíntila    | Bernardino Montañés y Pérez   | 1855          | Congrés dels Diputats (Madrid)         | [ 26 ] |
|        | Tulga       | Agustín Sáez y Glanadell      | ca. 1858      | Diputació Provincial de Lugo           | [ 27 ] |
|        | Khindasvint | Juan de Barroeta y Anguisolea | 1854          | Diputació Provincial de Càceres        | [ 28 ] |
|        | Recesvint   | Antoni Gisbert i Pérez        | ca. 1854      | Congrés dels Diputats (Madrid)         | [ 29 ] |
|        | Ervigi      | Ramón Cortés                  | ca. 1853      | Congrés dels Diputats (Madrid)         | [ 30 ] |
|        | Ègica       | Carlos María Esquivel y Rivas | 1853          | Congrés dels Diputats (Madrid)         | [ 31 ] |
|        | Vitiza      | Manuel Iglesias y Domínguez   | ca. 1853      | Congrés dels Diputats (Madrid)         | [ 32 ] |
|        | Roderic     | Mariano de la Roca y Delgado  | 1853          | Congrés dels Diputats (Madrid)         | [ 33 ] |

### Reis d'Astúries
| Retrat | Monarca    | Autor                         | Data      | Ubicació                                     | Ref.   |
| ------ | ---------- | ----------------------------- | --------- | -------------------------------------------- | ------ |
|        | Pelai      | Luis de Madrazo y Kuntz       | 1853-1856 | Museu de Covadonga                           | [ 34 ] |
|        | Fàfila     | Carlos María Esquivel y Rivas | ca. 1853  | Museu de Covadonga                           | [ 35 ] |
|        | Alfons I   | Manuel Castellano             | ca. 1858  | Museu de Covadonga                           | [ 36 ] |
|        | Ermessenda | Joaquín Gutiérrez de la Vega  | 1854      | Museu del Prado. Sala B (exposició temporal) | [ 37 ] |
|        | Fruela I   | Bernardino Montañés y Pérez   | 1854      | Museu de Covadonga                           | [ 38 ] |
|        | Aureli     | Eduardo Cano de la Peña       | 1853      | Museu de Covadonga                           | [ 39 ] |
|        | Silo       | Eduardo Cano de la Peña       | 1853      | Museu de Covadonga                           | [ 40 ] |
|        | Adossenda  | Isidoro Lozano Sirgo          | ca. 1853  | Museu del Prado. Sala B (exposició temporal) | [ 41 ] |
|        | Mauregat   | Manuel Iglesias y Domínguez   | 1853      | Museu de Covadonga                           | [ 42 ] |
|        | Beremund I | Isidoro Lozano Sirgo          | ca. 1852  | Museu de Covadonga                           | [ 43 ] |
|        | Alfons II  | Mariano de la Roca y Delgado  | 1852      | Museu de Covadonga                           | [ 44 ] |
|        | Ramir I    | Isidoro Lozano Sirgo          | 1852      | Museu de Covadonga                           | [ 45 ] |
|        | Ordoni I   | Eduardo Cano de la Peña       | 1852      | Museu de Covadonga                           | [ 46 ] |
|        | Alfons III | Eduardo Cano de la Peña       | 1852      | Museu de Covadonga                           | [ 47 ] |
|        | Fruela II  | Léon Bonnat                   | 1852      | Museu de Covadonga                           | [ 48 ] |

### Reis de Sobrarb i comtes d'Aragó
| Retrat | Monarca                   | Autor                      | Data | Ubicació                     | Ref.   |
| ------ | ------------------------- | -------------------------- | ---- | ---------------------------- | ------ |
|        | Sanç Garcés IV de Sobrarb | Manuel Miranda y Rendón    | 1862 | Palau Arquebisbal de Madrid  | [ 49 ] |
|        | Galí II Asnar d'Aragó     | Eduardo Rosales y Gallinas | 1857 | Museu del Prado (no exposat) | [ 50 ] |

### Reis de Lleó i Castella
| Retrat | Monarca                | Autor                           | Data     | Ubicació                                     | Ref.   |
| ------ | ---------------------- | ------------------------------- | -------- | -------------------------------------------- | ------ |
|        | Garcia I de Lleó       | Mariano de la Roca y Delgado    | ca. 1852 | Congrés dels Diputats (Madrid)               | [ 51 ] |
|        | Ordoni II de Lleó      | Isidoro Lozano Sirgo            | 1852     | Museu de Covadonga                           | [ 52 ] |
|        | Alfons IV de Lleó      | Eduardo Cano de la Peña         | ca. 1851 | Museu de Covadonga                           | [ 53 ] |
|        | Ramir II de Lleó       | Rufino Casado                   | 1852     | Diputació Provincial de Lugo                 | [ 54 ] |
|        | Ordoni III de Lleó     | Isidoro Lozano Sirgo            | 1852     | Ministeri de Cultura i Esport (Madrid)       | [ 55 ] |
|        | Sanç I de Lleó         | Eusebi Valldeperas i Merich     | 1862     | Ajuntament d'Úbeda                           | [ 56 ] |
|        | Beremund II de Lleó    | Gerónimo Fresno                 | 1851     | Congrés dels Diputats (Madrid)               | [ 57 ] |
|        | Alfons V de Lleó       | Dionisio Fierros Álvarez        | ca. 1853 | Ministeri de Cultura i Esport (Madrid)       | [ 58 ] |
|        | Ferran I de Lleó       | Antonio Maffei Rosal            | 1855     | Congrés dels Diputats (Madrid)               | [ 59 ] |
|        | Sança de Lleó          | Joaquín Gutiérrez de la Vega    | ca. 1851 | Palau Arquebisbal de Madrid                  | [ 60 ] |
|        | Sanç II de Castella    | Eusebi Valldeperas i Merich     | 1851     | Diputació Provincial de Lugo                 | [ 61 ] |
|        | Alfons VI de Lleó      | Ramón Cortés                    | 1851     | Palau Arquebisbal de Madrid                  | [ 62 ] |
|        | Urraca I de Lleó       | Carlos Múgica y Pérez           | 1857     | Museu del Prado. Sala B (exposició temporal) | [ 63 ] |
|        | Ferran II de Lleó      | Isidoro Lozano Sirgo            | 1851     | Congrés dels Diputats (Madrid)               | [ 64 ] |
|        | Sanç III de Castella   | José Castelaro y Perea          | ca. 1851 | Congrés dels Diputats (Madrid)               | [ 65 ] |
|        | Berenguera de Castella | Francisco Prats y Velasco       | 1850     | Palau Arquebisbal de Madrid                  | [ 66 ] |
|        | Ferran III de Castella | Carlos Múgica y Pérez           | 1850     | Ministeri de Justícia (Madrid)               | [ 67 ] |
|        | Alfons X de Castella   | Eduardo Gimeno y Canencia       | ca. 1857 | Ministeri de Justícia (Madrid)               | [ 68 ] |
|        | Sanç IV de Castella    | Lluís Ferrant i Llausàs         | 1858     | Palau de Capitania General (Barcelona)       | [ 69 ] |
|        | Alfons XI de Castella  | Francesc Cerdà i de Villarestau | 1849     | Ministeri de Cultura i Esport (Madrid)       | [ 70 ] |
|        | Pere I de Castella     | Germán Hernández Amores         | 1849     | Universitat de Saragossa                     | [ 71 ] |
|        | Joan I de Castella     | Vicente Arbiol y Rodríguez      | ca. 1848 | Congrés dels Diputats (Madrid)               | [ 72 ] |
|        | Enric III de Castella  | Calixto Ortega Matamoros        | 1848     | Alcàsser de Segòvia                          | [ 73 ] |
|        | Joan II de Castella    | Francisco Prats y Velasco       | 1848     | Alcàsser de Segòvia                          | [ 74 ] |
|        | Enric IV de Castella   | Francisco Sainz y Pinto         | ca. 1848 | Universitat de Saragossa                     | [ 75 ] |
|        | Isabel la Catòlica     | Luis de Madrazo y Kuntz         | ca. 1848 | Alcàsser de Segòvia                          | [ 76 ] |
|        | Ferran el Catòlic      | Bernardino Montañés y Pérez     | ca. 1848 | Alcàsser de Segòvia                          | [ 77 ] |

### Reis d'Espanya
| Retrat | Monarca                   | Autor                                                  | Data     | Ubicació              | Ref.   |
| ------ | ------------------------- | ------------------------------------------------------ | -------- | --------------------- | ------ |
|        | Isabel II d'Espanya       | Isidoro Lozano Sirgo (còpia de Federico de Madrazo)    | 1848     | Museu de Pontevedra   | [ 78 ] |
|        | Francesc d'Assís de Borbó | Francisco Sainz y Pinto (còpia de Federico de Madrazo) | ca. 1848 | Museu de Pontevedra   | [ 79 ] |
|        | Alfons XII d'Espanya      | Federico de Madrazo y Kuntz                            | 1886     | Palau Reial de Madrid | [ 6 ]  |